# 앤토니오 맥다이스
앤토니오 키스플렌 맥다이스(영어: Antonio Keithflen McDyess, 1974년 9월 7일~)는 미국의 은퇴한 농구 선수로 선수 시절 포지션은 파워 포워드와 센터이다. 전미 농구 협회(NBA)의 덴버 너기츠, 피닉스 선스, 뉴욕 닉스, 디트로이트 피스턴스, 샌안토니오 스퍼스 소속으로 활약했으며, 미국 국가대표팀의 일원으로 2000년 하계 올림픽에서 금메달을 획득했다.